# San José el Tesorero
San José el Tesorero är en ort i Mexiko.   Den ligger i kommunen Mezquitic och delstaten Jalisco, i den centrala delen av landet, 600 km nordväst om huvudstaden Mexico City. San José el Tesorero ligger 2 031 meter över havet och antalet invånare är 169.
Terrängen runt San José el Tesorero är huvudsakligen kuperad, men åt sydost är den bergig. Runt San José el Tesorero är det mycket glesbefolkat, med 4 invånare per kvadratkilometer. Närmaste större samhälle är San Andrés Cohamiata, 13,8 km söder om San José el Tesorero. I omgivningarna runt San José el Tesorero växer huvudsakligen savannskog.